# Misericordia Dei
Misericordia Dei ( Misericordia de Deus ) é o título de uma carta apostólica do Papa João Paulo II para promover e reenfatizar a importância do Sacramento da Reconciliação . A carta tem como subtítulo “ Sobre Certos Aspectos do Sacramento da Penitência ” e foi promulgada em 7 de abril de 2002 em Roma, emitida como Motu proprio e assinada por ele.  
A carta começa citando o Evangelho de Mateus 1:21 que Jesus nasceu para “salvar o seu povo dos seus pecados” e enfatiza o apelo fervoroso e enérgico com que João Baptista apelou ao arrependimento. Citando a Epístola aos Romanos 8:21, afirma que “A salvação é, portanto e acima de tudo, a redenção do pecado, que impede a amizade com Deus”.
A carta enfatiza que o próprio Jesus concedeu aos Apóstolos, através do poder do Espírito Santo, a autoridade para reconciliar os pecadores arrependidos com Deus e a Igreja e cita o Evangelho de João 20:22–23 : “Recebei o Espírito Santo. Se você perdoar os pecados de alguém, eles serão perdoados; se você reter os pecados de alguém, eles serão retidos”.
A carta afirma que o Sacramento da Reconciliação implica não só a acção do ministro – apenas um Bispo ou sacerdote, que julga e absolve, cuida e cura em nome de Cristo – mas também as acções do penitente: contrição, confissão e satisfação . A carta enfatiza a necessidade de os penitentes “nomearem os seus próprios pecados”, exceto quando isso não for possível.
Como na carta Novo Millennio Ineunte do ano 2000, João Paulo II pediu novamente ao clero “uma renovada coragem pastoral para garantir que o ensino quotidiano das comunidades cristãs apresente de forma persuasiva e eficaz a prática do Sacramento da Reconciliação”.